# Joseph François Joindy
Joseph François Joindy né à Paris le 13 octobre 1832 et mort dans la même ville le 1er novembre 1906 est un sculpteur et médailleur français.

## Biographie
Joseph François Joindy naît le 13 octobre 1832 dans l’ancien 6e arrondissement de Paris, il est le fils de François Martin Joindy, charron, et de Marie Sophie Héron, brunisseuse.
Il est l'élève de Louis-Constant Sévin et Mathurin Moreau.
Il se marie le 12 janvier 1871 à Paris avec Eugénie Laurain et est alors domicilié au 78, rue des Amandiers dans le 5e arrondissement de Paris.
Il fournit des modèles pour une horloge d'esthétique néo-Renaissance conçue par l'orfèvre Émile Olive (1852-1902), présentée à Paris sur le stand de la Maison Vever à l'Exposition universelle de 1889 (Londres, collection Khalili).
Il meurt le 1er novembre 1906 dans le 20e arrondissement de Paris et est inhumé le 4 novembre 1906 au cimetière du Père-Lachaise,.

## Distinction
Joseph François Joindy est nommé chevalier de l'ordre national de la Légion d'honneur en 1900.

## Œuvres
- Paris, musée des Arts décoratifs.
- Médaille de la chambre de commerce de Bordeaux.